# Vittorio Dal Pozzo
Vittorio Dal Pozzo (Genova, 13 marzo 1940) è un ex cestista italiano.

## Carriera
Centro di 207 centimetri, ha disputato il Campionato mondiale maschile di pallacanestro 1963 con la Nazionale italiana. In maglia azzurra ha collezionato 14 presenze, con 22 punti totali.
In carriera ha militato nel CUS Genova, nella  Stella Azzurra Roma e nella Pallacanestro Milano.